# Tetrakyanoplatnatan barnatý
Tetrakyanoplatnatan barnatý (Ba[Pt(CN)4]) je komplexní sloučenina patřící mezi kyanidy, fluoreskující při dopadu fotonů o velkých energiích. Je to žlutý prášek.
Tetrakyanoplatnatan barnatý sehrál důležitou roli při Rentgenových výzkumech a objevu paprsků X v roce 1895 a později při rozvoji rentgenografie. Sloužil jako citlivá vrstva stínítek, která umožnila v reálném čase pozorovat rentgenované předměty.